# Церковь Сан-Доменико (Пиза)
Церковь Сан-Доменико (итал. La chiesa di San Domenico) — римско-католическая церковь, расположенная в городе Пиза итальянской провинции Пиза в области Тоскана.

## История и архитектура
Церковь построена в 1385 году по распоряжению Пьетро Гамбакорти. При церкви находился монастырь для доминиканских монахинь, где проживала дочь Пьетро, блаженная Кьяра Гамбакорти.
В 1724—1732 годах интерьер церкви был перестроен в стиле барокко. Во время Второй мировой войны монастырь был серьёзно поврежден, а сегодня он используется рыцарями Мальтийского ордена.
Здание имеет двускатную кровлю и стены из камня и кирпича. Интерьер украшен лепниной, средневековой настенной росписью и алтарными картинами Джованни Баттиста Темпести с историями блаженной Кьяры (1782). В церкви хранится реликвия блаженного Герардо Сассо, основателя Мальтийского ордена.
- Интерьер церкви